# 鈴木克欣
鈴木 克欣（すずき かつよし、1970年 - ）は、日本の実業家。SHIPグループの代表者。愛知県豊橋市出身。京都大学日本経営会計専門家研究学会 理事。

## 人物・経歴
立命館大学経営学部、名古屋商科大学大学院へ進学。SHIPグループを創業。

## 著書
- 『5G ACCOUNTING 最速で利益10倍を目指す経営バイブル』（幻冬舎・ 2020年）
- 『Deep Accounting(ディープ・アカウンティング): 「未来予測会計」の数字が経営に革命をもたらす! 』（サンライズパブリッシング・ 2024年）